# Zoutbrug (elektrochemie)
Een zoutbrug is een glazen buis die de elektrische verbinding verzorgt tussen twee elektrochemische halfcellen.
Er bestaan zoutbruggen die een elektrolyt (veelal kaliumchloride, kaliumjodide of ammoniumnitraat) bevatten in agar-gel. Een andere mogelijkheid is het gebruik van een poreus schijfje (gesinterd glas) tussen de twee halfcellen.
Door twee elektrolytoplossingen via een zoutbrug met elkaar te verbinden, worden er twee zoutgrenzen aan de einden van de brug geïntroduceerd. Zonder een zoutbrug ontmoeten twee elektrolyten met verschillende samenstelling elkaar aan een fasegrens (een poreus schijfje of een semi-permeabel membraan). Wegens de wet van Fick zal de diffusie van de ionen niet even snel plaatsgrijpen. De flux van de ionen hangt immers af van de diffusiecoëfficiënten D:
{\displaystyle J=-D\ {\frac {\Delta C}{\Delta x}}}
Wanneer de diffusiecoëfficiënt van het kation groter is dan die van het anion, zal een elektrische spanning ontstaan aan de fasegrens: de diffusiepotentiaal. Deze diffusiepotentiaal is geen evenwichtspotentiaal, omdat de diffusie gepaard gaat met irreversibele mengprocessen. Door nu kaliumchloride in hoge concentratie aan te brengen tussen de twee fasen (in een zoutbrug), zal de flux van de K+- en de Cl−-ionen veel groter zijn dan die van de andere kationen en anionen. Daarenboven zijn de diffusiecoëfficiënten even groot. Er ontstaan bijgevolg 2 diffusiepotentialen (omdat de zoutbrug een fasegrens bezit met beide elektrolytoplossingen), maar deze zijn even groot en tegengesteld. Zodoende zullen zij elkaar opheffen, hetgeen een verwaarlozing van de diffusiepotentiaal tot gevolg heeft.